# Wei Shou
 (février 2015).
Si vous disposez d'ouvrages ou d'articles de référence ou si vous connaissez des sites web de qualité traitant du thème abordé ici, merci de compléter l'article en donnant les références utiles à sa vérifiabilité et en les liant à la section « Notes et références ».
Wei Shou (魏收, wèi shōu, né vers 506 Xingtai, actuelle province de Hebei, mort en 572) est un historien et écrivain chinois ayant compilé le « Livre des Wei » (魏书 / 魏書, wèi shū) entre 551 et 554.